# Schwarzer Stein (Bargen)

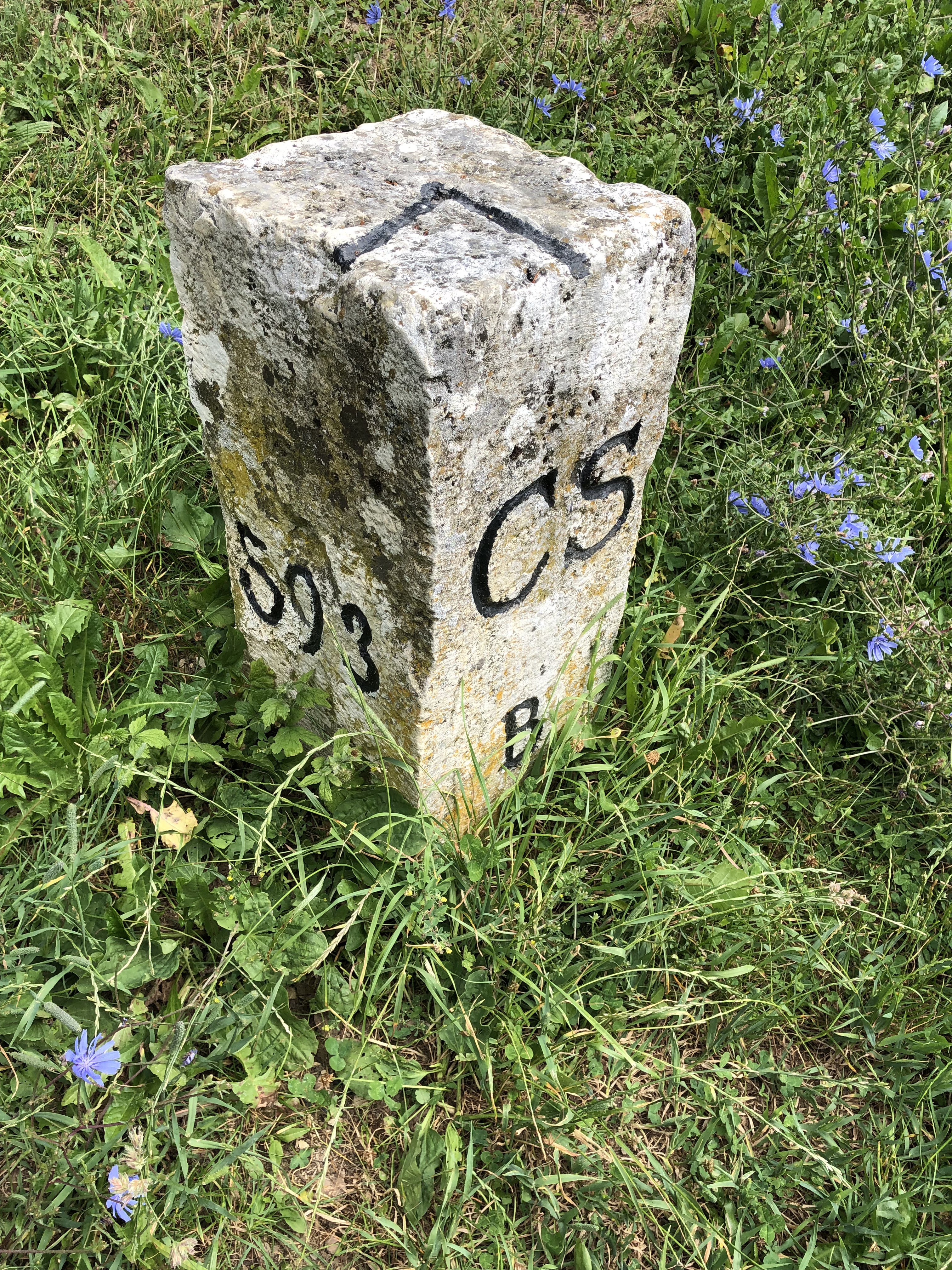
Ansicht von Schweizer Boden aus

Der Schwarze Stein, im örtlichen Dialekt Schwarze Staa genannt, ist der nördlichste Grenzstein der Schweiz. Er markiert gleichzeitig den nördlichsten Punkt der Schweiz und trägt die Nummer 593.

## Lage
Der Schwarze Stein steht auf dem Gebiet der Gemeinde Bargen im Kanton Schaffhausen auf einer Höhe von 821 m ü. M., etwa anderthalb Kilometer nordwestlich der Zollstelle Neuhaus und anderthalb Kilometer südöstlich des Blumberger Ortsteils Epfenhofen. Die erhöhte Lage bietet einen weiten Ausblick nach Südosten über das deutsch-schweizerische Grenzgebiet.

## Name
Der Name «Schwarzer Stein» könnte auf die frühere Praxis der Schaffhauser Obrigkeit anspielen, Verurteilte oder Verbannte hier, am nördlichsten Punkt ihres Hoheitsgebietes, nach Deutschland abzuschieben. Der Stein selber ist nicht schwarz, sondern grau.
Ein weiterer Name des Steins ist Gatterstein. Ein Gatter bezeichnet im Schweizer Dialekt eine Gittertüre aus Latten, die sich von aussen nach innen öffnet und von selber zufällt. Dadurch soll verhindert werden, dass Weidetiere das Gatter aufstossen.

## Beschreibung
Der Stein hat einen quadratischen Grundriss von 30 Zentimetern und besteht aus Kalkstein. Er ist insgesamt 150 Zentimeter hoch und ragt etwa 70 Zentimeter aus dem Boden. Errichtet wurde er 1839 anlässlich der Vermessung der badisch-schweizerischen Grenze.
Der Stein trägt auf allen vier Seiten eingemeisselte Inschriften. Auf der Oberseite ist der exakte Grenzverlauf eingeschlagen; die Grenze verläuft hier in einen scharfen Knick von Südosten nach Südwesten.
- Nordseite
GB
Grossherzogtum Baden
E
Gemeinde Epfenhofen
- Ostseite
1839
Jahr der Festlegung der Grenze
N
Gemeinde Nordhalden
- Südseite
CS
Canton Schaffhausen
B
Gemeinde Bargen

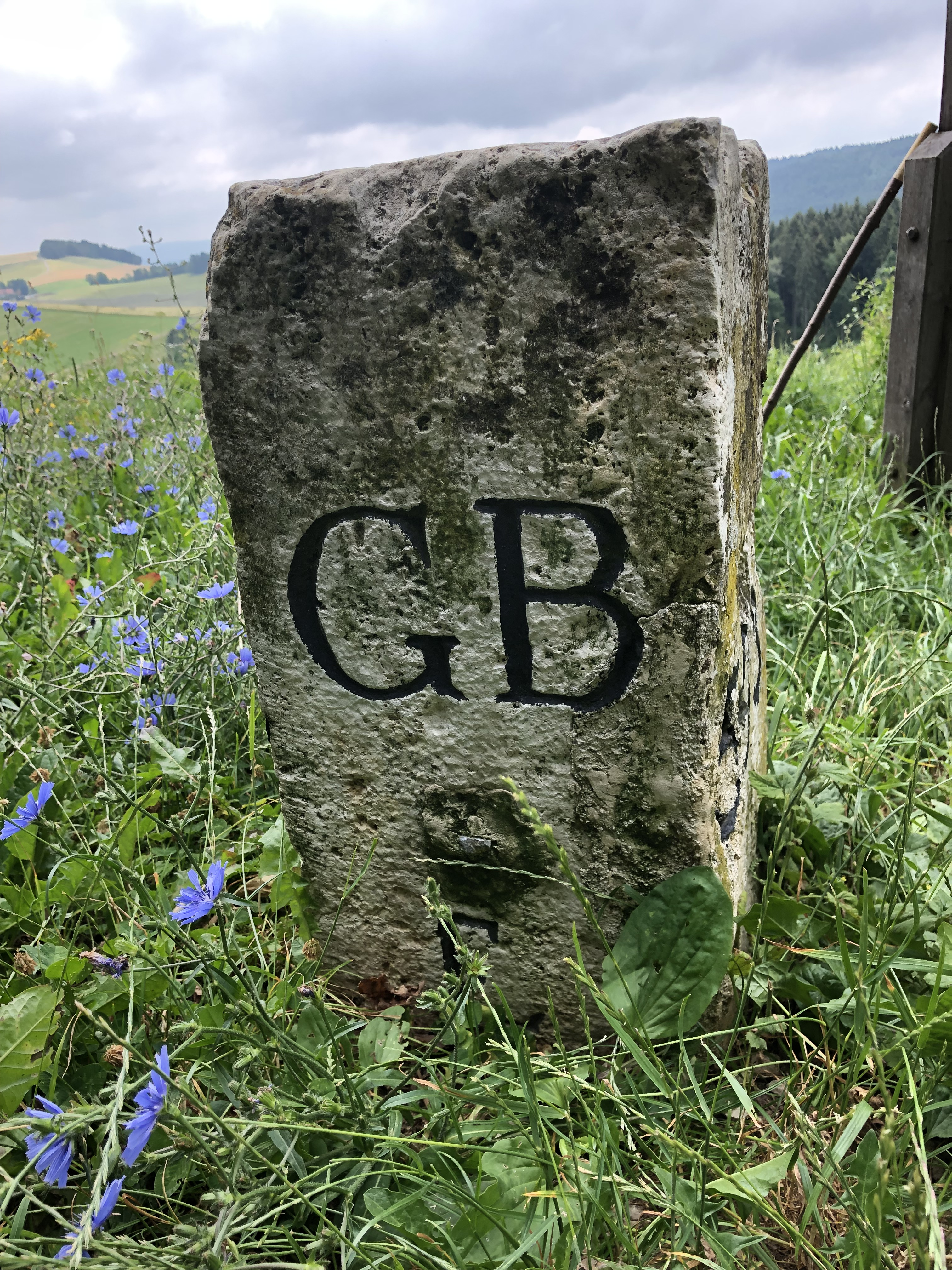
Nordseite GB Grossherzogtum Baden E Gemeinde Epfenhofen
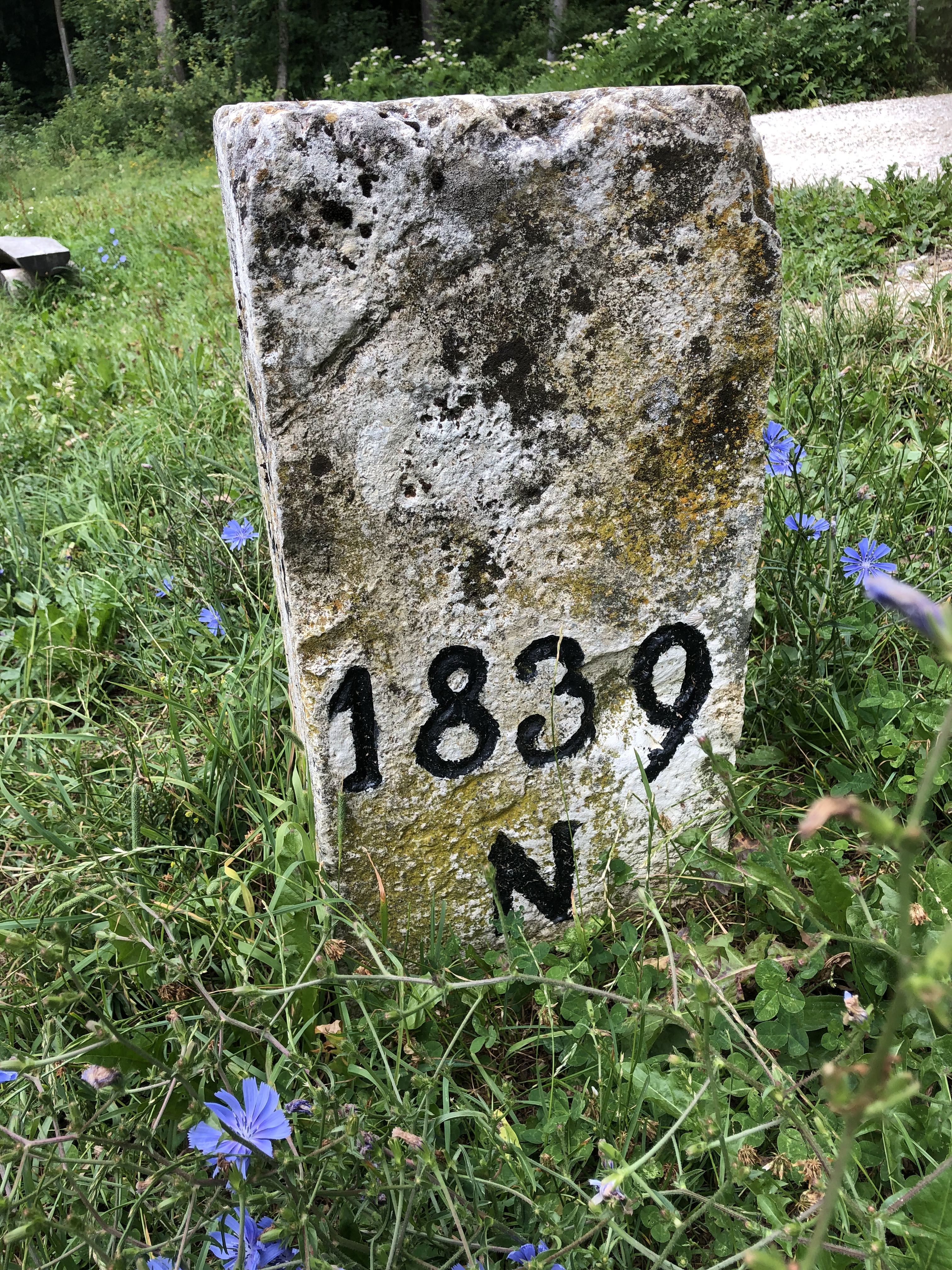
Ostseite 1839 Jahr der Festlegung der Grenze N Gemeinde Nordhalden
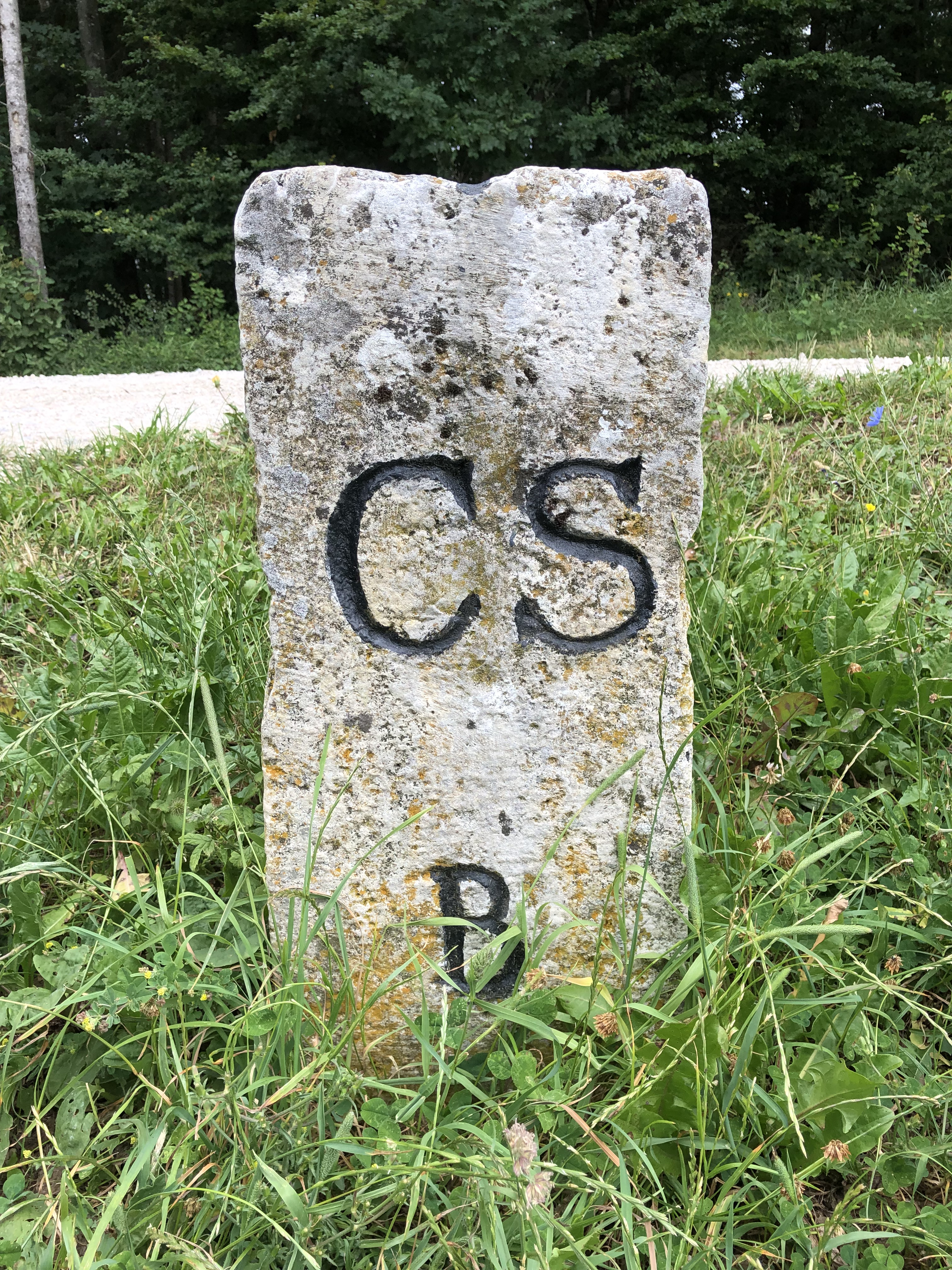
Südseite CS Canton Schaffhausen B Gemeinde Bargen
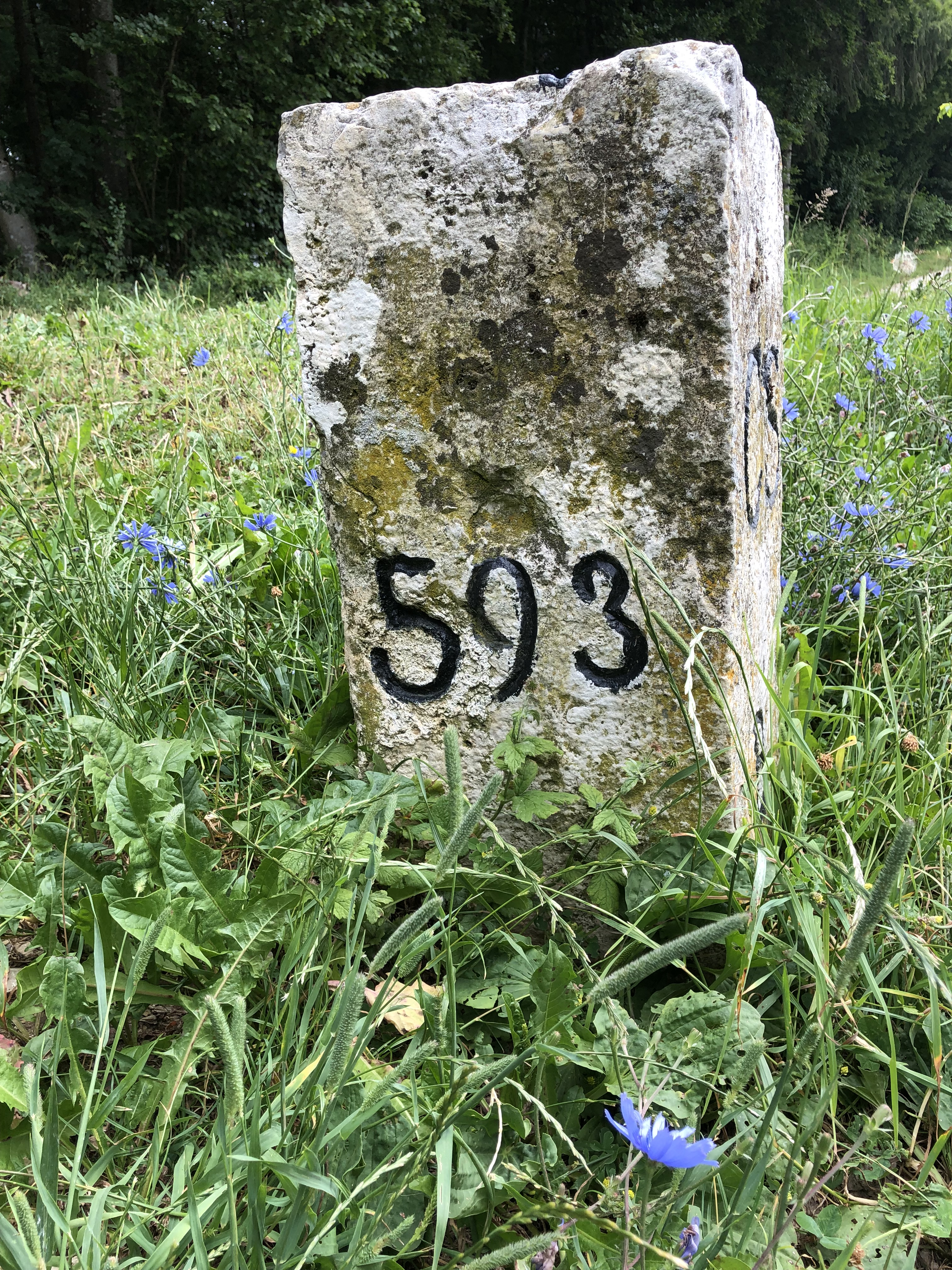
Westseite 593 Nummer des Steins
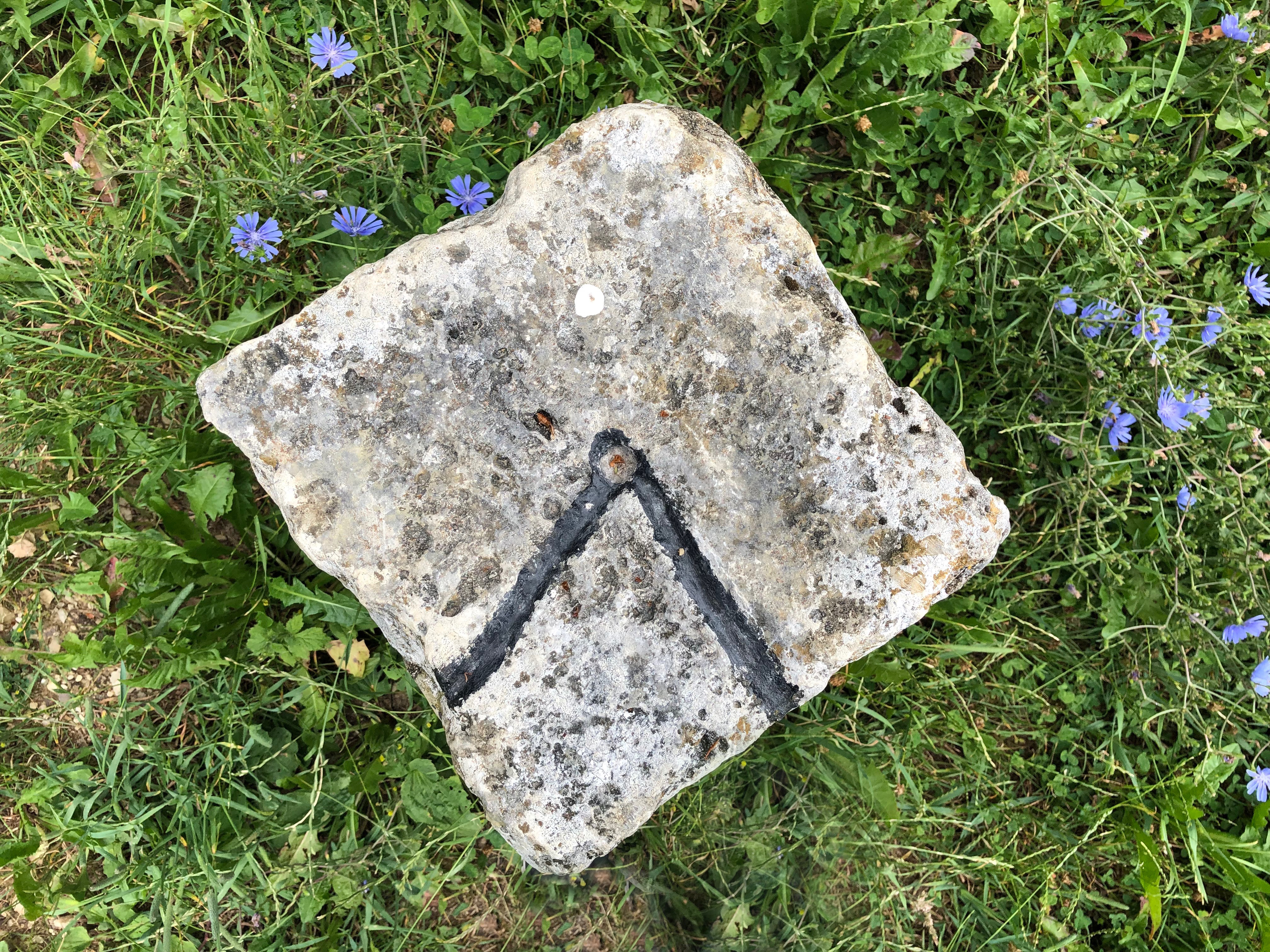
Oberseite Ʌ Exakter Grenzverlauf

- Oberseite
Ʌ
Exakter Grenzverlauf

## Wanderwege
Am Schwarzen Stein führen der Neckar-Baar-Jakobsweg und der «Nordspitze Panoramaweg» (Nr. 593 von Wanderland Schweiz) vorbei.
Beim Stein ist ein Picknickplatz mit Tisch, Bänken und einer Feuerstelle eingerichtet.

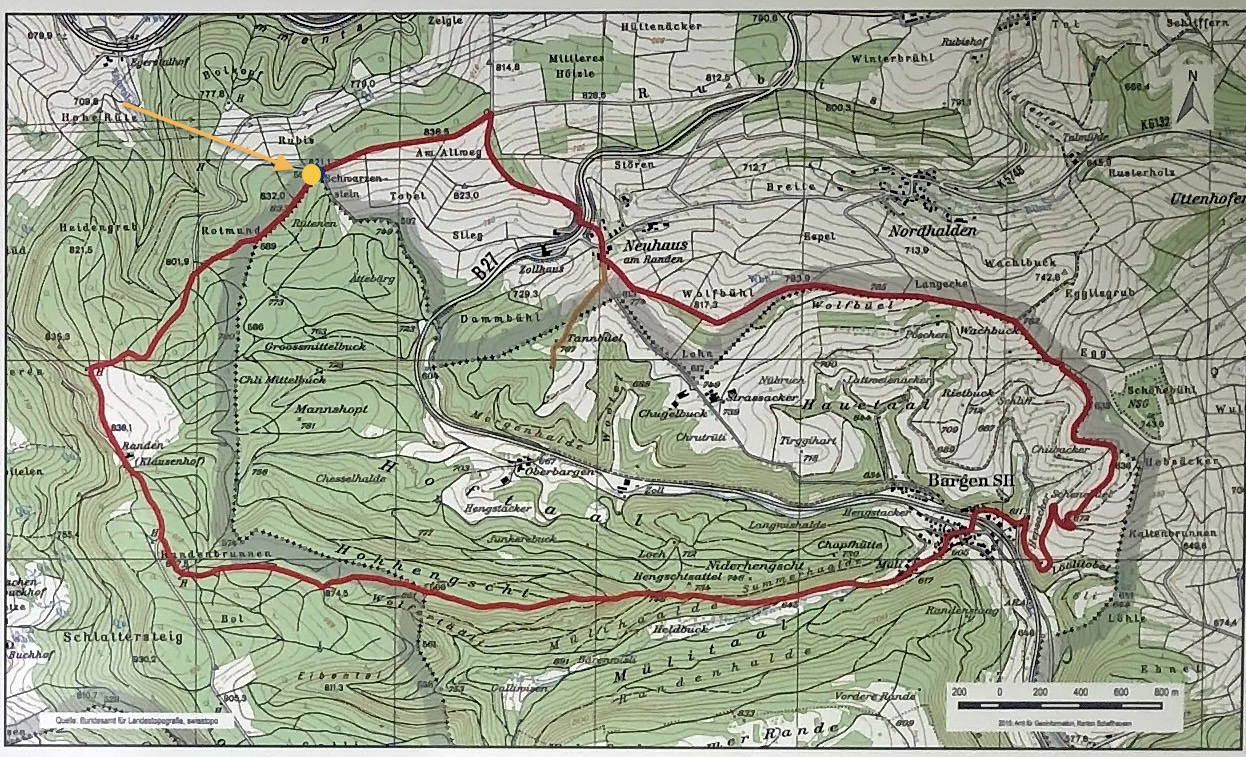
Lage des Schwarzen Steins auf dem «Nordspitze Panoramawegs»
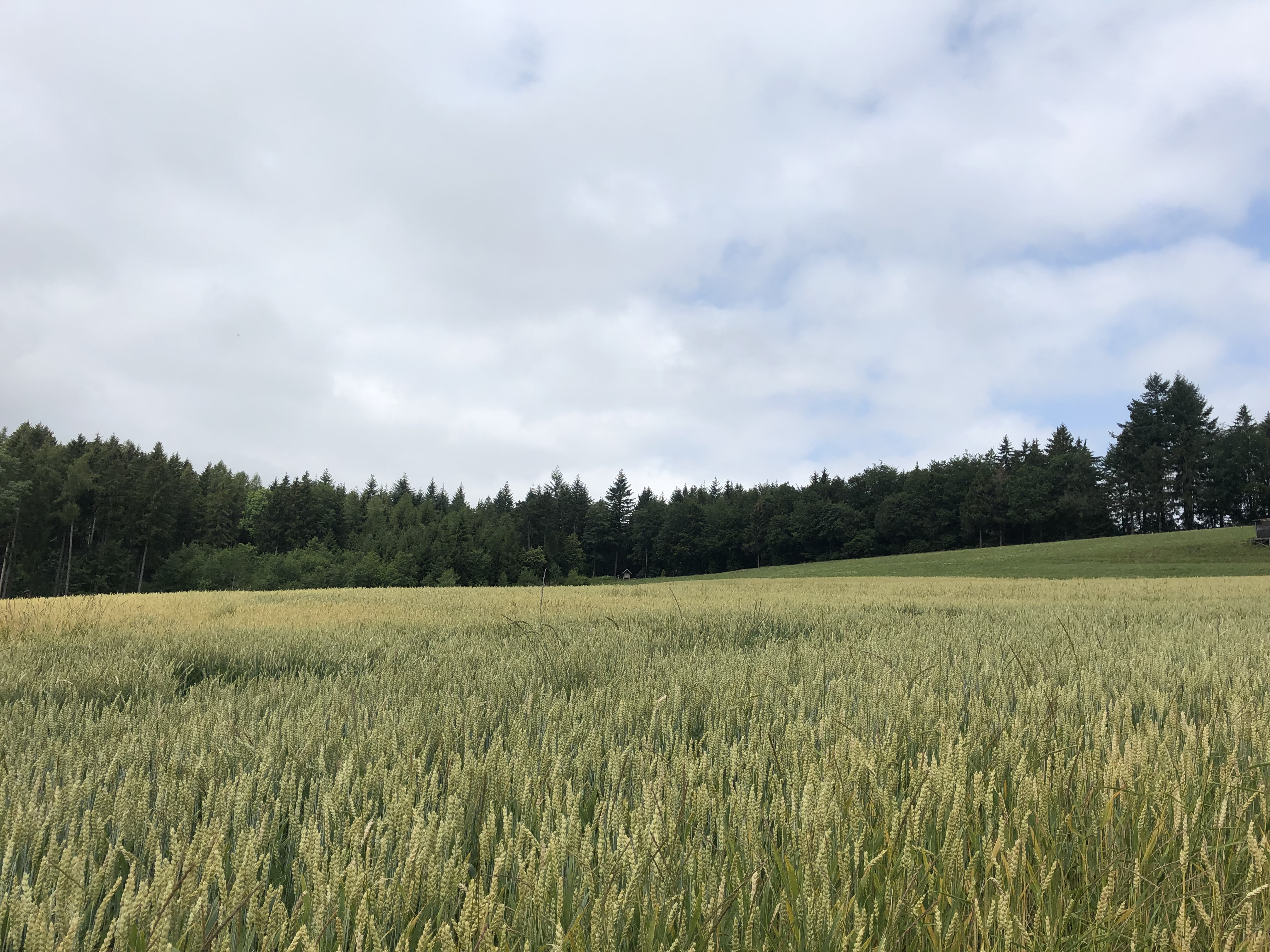
Am Waldrand in der Bildmitte der nördlichste Punkt der Schweiz
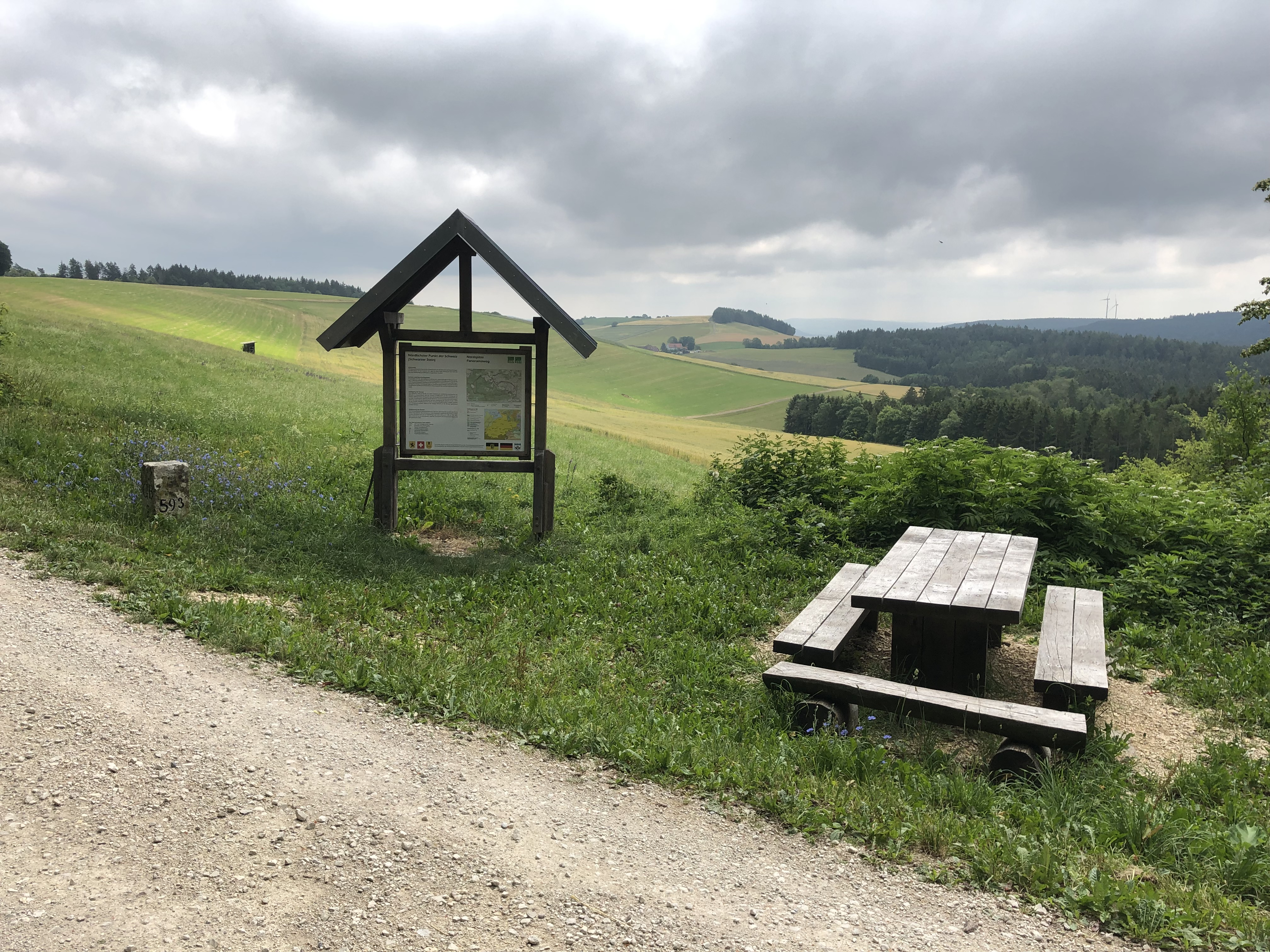
Blick nach Südosten. Links neben der Infotafel der Schwarze Stein